# Callopistria repleta
Callopistria repleta là một loài bướm đêm trong họ Noctuidae.

## Hình ảnh

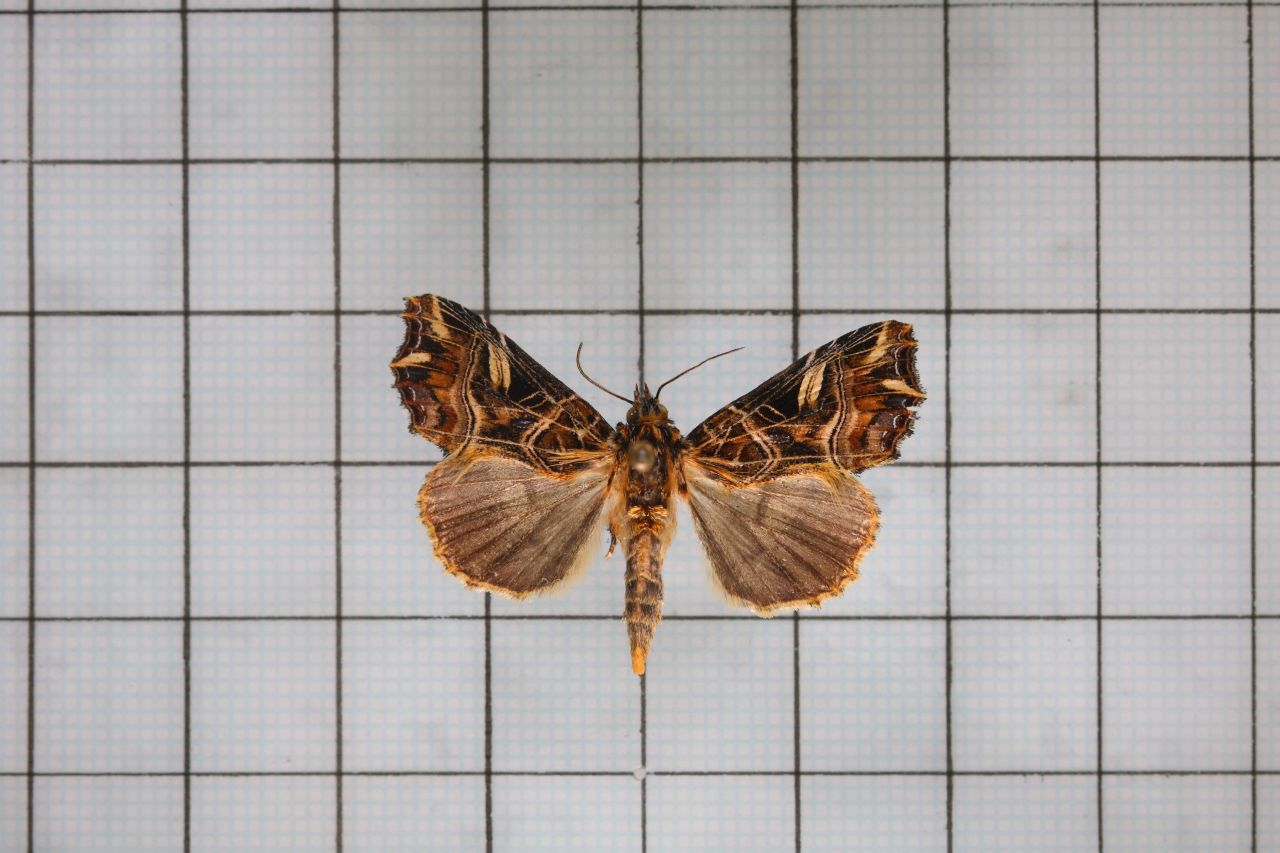
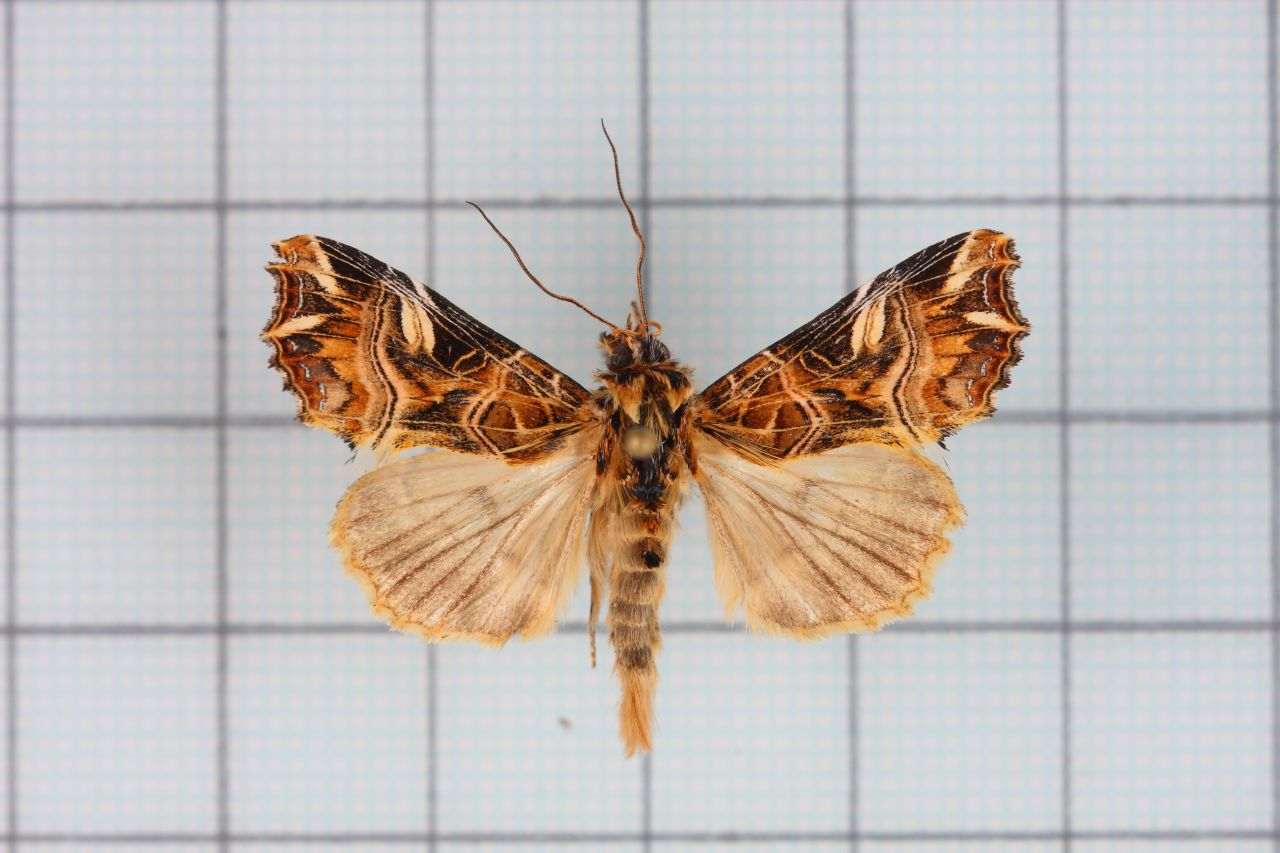